# Drosophila willistoni (artundergrupp)
Drosophila willistoni är en artundergrupp inom släktet Drosophila som innehåller sex olika arter som alla lever i den neotropiska regionen. Arterna inom släktet är till utseendet mycket lika varandra men kan skiljas åt om man studerar dem med mikroskop, främst används hannars könsorgan för att skilja arterna inom artundergruppen Drosophila willistoni från varandra.

## Lista över arter i artundergruppen
- Drosophila equinoxialis
- Drosophila insularis
- Drosophila paulistorum
- Drosophila pavlovskiana
- Drosophila tropicalis
- Drosophila willistoni